# 孙文斌
孫文斌（1915年—1999年），廣東揭陽人，中国画家。17歲師從孫裴谷，後到上海拜王个簃為師，向王震、謝公展求教，與潘天壽、諸聞韵時相過從。曾在香港和新加坡等地教授國畫，後返廣州，長期在中國美術家協會廣東分會，廣州國畫院工作，是廣東省文史館館員，並在廣州文史夜學院國畫系任教多年，培養了一批有業績的美術工作者。